# Les Fiançailles mystiques du bienheureux Joseph Hermann avec la Vierge Marie
Les Fiançailles mystiques du bienheureux Joseph Hermann avec la Vierge Marie, également appelé La vision du bienheureux Joseph Hermann est un tableau du peintre flamand baroque Antoine van Dyck réalisé entre 1629 et 1630.

## Description
Le tableau est une peinture religieuse représentant le prêtre et chanoine de l’ordre des Prémontrés, Herman, qui vécut au XIIIe siècle dans la région de Cologne. S'étant consacré à la Sainte Vierge, celle-ci lui serait, selon la légende, apparue plusieurs fois au cours de sa vie. Lors d'une vision extatique, elle lui serait apparue avec deux anges afin de sceller son mariage mystique avec la Vierge et il reçut alors le prénom de Joseph.
Antoine van Dyck a peint cette toile en 1629 ou 1630 et il s'est sans doute inspiré du tableau La vision de saint François Xavier du peintre anversois Gerard Seghers, mais aussi de Rubens avec sa Vision de sainte Thérèse d'Avila.

## Historique
Lorsqu'il retourne à Anvers en 1627 après son séjour de huit ans en Italie, van Dick apporte son aide à Pierre Paul Rubens, dont il avait été l'assistant et le disciple, pour réaliser une série de tableaux pour l'église Saint-Charles-Borromée d'Anvers. En 1628, il est fait membre d'une congrégation de Jésuite de sa ville natale qui lui demande de réaliser plusieurs toiles dont le tableau représentant le Bienheureux Herman-Joseph.
Cette œuvre est aujourd'hui exposée au Kunsthistorisches Museum à Vienne.